# Петушков, Василий Павлович
Василий Павлович Петушков — советский хозяйственный, государственный и политический деятель.

## Биография
Родился в 1894 году в деревне Ситники. Член ВКП(б) с 1920 года.
Участник Первой мировой и Гражданской войн. С 1925 года — на хозяйственной, общественной и политической работе. В 1925—1948 гг. — ответственный секретарь Узденского, Смолевичского, Октябрьского районного комитета КП(б) Беларуси, заместитель директора Минского сельпрома, начальник Политического отдела маслосовхоза «Горный Алтай», свиносовхозов Омского областного земельного управления, заместитель заведующего Сельскохозяйственным отделом Омского, Мордовского областного комитета ВКП(б), заведующий Сельскохозяйственным отделом, 2-й секретарь, 1-й секретарь Мордовского областного комитета ВКП(б), 2-й секретарь Могилёвского областного комитета КП(б) Беларуси.
Избирался депутатом Верховного Совета СССР 1-го созыва.
Умер в 1974 году.